# Martin Koscelník
Martin Koscelník (Vranov nad Topľou, 2 de marzo de 1995) es un futbolista eslovaco que juega en la demarcación de defensa para el 1. F. C. Slovacko de la Liga de Fútbol de la República Checa.

## Selección nacional
Tras jugar con la selección de fútbol sub-21 de Eslovaquia, finalmente hizo su debut con la selección absoluta el 7 de septiembre de 2020 en un encuentro de la Liga de Naciones de la UEFA contra Israel que finalizó con un resultado de empate a uno tras el gol de Michal Ďuriš para Eslovaquia, y de Ilay Elmkies para Israel.

## Clubes
| Club                        | País            | Año       | Partidos | Goles |
| --------------------------- | --------------- | --------- | -------- | ----- |
| M. F. K. Zemplín Michalovce | Eslovaquia      | 2015-2018 | 123      | 22    |
| F. C. Slovan Liberec        | República Checa | 2018-2022 | 116      | 7     |
| S. K. Rapid Viena           | Austria         | 2022-2023 | 29       | 0     |
| NAC Breda                   | Países Bajos    | 2023-2025 | 36       | 6     |
| 1. F. C. Slovacko           | República Checa | 2025-     | 15       | 2     |